# PGC 72499
LEDA/PGC 72499 (auch NGC 7759A) ist eine leuchtschwache Spiralgalaxie vom Hubble-Typ SB0 im Sternbild Wassermann auf der Ekliptik. Sie ist schätzungsweise 337 Millionen Lichtjahre von der Milchstraße entfernt und hat einen Durchmesser von etwa 60.000 Lichtjahren. Gemeinsam mit NGC 7759 bildet sie ein interaktives Galaxienpaar. 

Im selben Himmelsareal befinden sich die Galaxien NGC 7754 und NGC 7763.
Das Objekt wurde am 28. November 1885 von Francis Leavenworth entdeckt.